# Ітан Сантос
Ітан Сантос (англ. Ethan Santos, нар. 22 грудня 1998, Гібралтар) — гібралтарський футболіст, півзахисник клубу «Манчестер 62» та національної збірної Гібралтару.

## Клубна кар'єра
Народився 22 грудня 1998 року в місті Гібралтар. Вихованець юнацьких команд футбольних клубів «Лінкс» та «Європа».
У дорослому футболі дебютував 2017 року виступами за команду «Манчестер 62», в якій провів два сезони, взявши участь у 14 матчах чемпіонату. 
Своєю грою за цю команду привернув увагу представників тренерського штабу клубу «Монс Кальпе», до складу якого приєднався 2019 року. Відіграв за гібралтарський клуб наступні три сезони своєї ігрової кар'єри.
2022 року повернувся до «Манчестер 62», звідки віддавався в оренду до «Лінкс».

## Виступи за збірні
Протягом 2019–2020 років залучався до складу молодіжної збірної Гібралтару. На молодіжному рівні зіграв у 7 офіційних матчах.
2021 року дебютував в офіційних матчах у складі національної збірної Гібралтару.
| Дата       | Місто            | Господарі  | Результат | Гості             | Турнір            | Голи | Примітки |
| ---------- | ---------------- | ---------- | --------- | ----------------- | ----------------- | ---- | -------- |
| 27-3-2021  | Подгориця        | Чорногорія | 4 – 1     | Гібралтар         | Відбір до ЧС 2022 | -    |          |
| 4-6-2021   | Копер            | Словенія   | 6 – 0     | Гібралтар         | товариський матч  | -    | 68'      |
| 7-6-2021   | Андорра-ла-Велья | Андорра    | 0 – 0     | Гібралтар         | товариський матч  | -    | 90+1'    |
| 26-3-2022  | Гібралтар        | Гібралтар  | 0 – 0     | Фарерські острови | товариський матч  | -    | 90+1'    |
| 6-9-2023   | Та-Калі          | Мальта     | 1 – 0     | Гібралтар         | товариський матч  | -    | 72'      |
| 10-9-2023  | Афіни            | Греція     | 5 – 0     | Гібралтар         | Відбір до ЧЄ 2024 | -    | 90'      |
| 18-11-2023 | Ніцца            | Франція    | 14 – 0    | Гібралтар         | Відбір до ЧЄ 2024 | -    | 18'      |
| Усього     |                  | Матчів     | 7         |                   | Голів             | 0    |          |